# テヴィタ・マヌムア
テヴィタ・マヌムア（Tevita Manumua、1993年2月12日 - ）は、スーペルリーガ、SCMラグビー・ティミショアラに所属するラグビーユニオン選手。

## プロフィール
- トンガ・トンガタプ島出身[1]。
- ポジションはウィング(WTB)、センター(CTB)。
- 身長 187cm、体重 107kg
- 7人制トンガ代表に選ばれたことがある[2]。
- ルーマニア代表キャップは14（2024年12月現在）でラグビーワールドカップ2023のルーマニア代表に選ばれた[3]。

## 略歴
サラセンズを経て、2019年、SCMラグビー・ティミショアラに加入。